# Топологія замкненого розширення
Нехай (Х,τ) — довільний топологічний простір, {\displaystyle p\notin X}, {\displaystyle X^{*}=X\cup \{p\}}, {\displaystyle \tau ^{*}=\{\varnothing ,U\cup \{p\}\mid U\in \tau \}}. Топологічний простір (X*,τ*) називається замкненим розширенням простору (Х,τ).

## Властивості
- Довільна відмінна від X* замкнена в X* множина замкнена в Х. Саме тому таке розширення називається замкненим.
- X* є {\displaystyle T_{0}}-простором тоді і тільки тоді, коли Х є {\displaystyle T_{0}}-простором.
- X* не є {\displaystyle T_{1}}, {\displaystyle T_{2}}, {\displaystyle T_{3}}-простором.
- X* є {\displaystyle T_{4}}-простором чи {\displaystyle T_{5}}-простором в тому й лише в тому разі, коли Х є {\displaystyle T_{4}} або {\displaystyle T_{5}}-простором відповідно.